# Tristan Style
Tristan (auparavant Tristan & America)  est une marque de mode canadienne réputée pour son engagement envers l'élégance et un style intemporel. Fondée en 1973 par Gilles Fortin et Denise Deslauriers, la marque est devenue un symbole de sophistication, de savoir-faire et de qualité dans l’industrie canadienne de la mode.Ses trois marques sont Tristan, West Coast et L'Officiel. La compagnie exploitait aussi la franchise de l'espagnol Mango au Canada, jusqu'en 2007
Son siège social est situé dans le sud-Ouest de Montréal.
Le 22 juillet 2020, en raison de la Pandémie de Covid-19 au Québec, Tristan demande la protection contre ses créanciers.

## Histoire
Le parcours de Tristan commence en 1972 à Montréal, où les fondateurs ont imaginé une marque qui redéfinirait la mode. Ils achètent alors la boutique Tristan & Iseult à Québec à Saint-Jean-sur-Richelieu. Leur objectif était de mettre de l’avant des vêtements pour hommes et femmes sans attentes particulières pour le futur. Depuis sa création, Tristan est restée fidèle à ses valeurs fondamentales de créativité, de qualité et d'attention aux détails, lui permettant de s'établir comme un pionnier dans l'industrie de la mode canadienne.

## Héritage
En tant que pionnier de la mode canadienne, Tristan a laissé une empreinte indélébile sur l'industrie de par un héritage enraciné dans l'excellence et une vision tournée vers l'avenir. Aujourd’hui, le flambeau est passé à une nouvelle génération de membres de la famille qui continuent à défendre la vision de Tristan afin d’inspirer la confiance, la résilience et la classe à tous celles et ceux qui y magasinent. On retrouve Lili Fortin comme présidente de la marque, Laurence Fortin comme acheteuse et Charles Fortin à la tête de l'e-commerce. L'équipe TRISTAN est animée par une passion commune pour la création d'expériences inoubliables.

## Présence sur le marché
Tristan a progressivement étendu sa portée de vente au détail à travers le Québec et l’Ontario, avec des magasins phares stratégiquement situés dans des villes clés telles que Montréal et Québec. En plus de ses vitrines physiques, la marque offre une expérience de magasinage en ligne accessible à toutes les provinces du Canada et aux États-Unis, garantissant ainsi l'accessibilité à ses clients à l'échelle nationale.
Tristan opère actuellement 29 emplacements physiques au Québec et 1 en Ontario.

## Fabriqués au Canada
Pour réduire son empreinte écologique, Tristan s’engage depuis maintenant des années à produire environ 30% de ses vêtements ici, au Canada. Son équipe crée donc une collection fabriquée au Canada pour hommes et femmes qui mettent notamment en valeur leurs complets classiques ainsi que les complets voyage qui ont une réputation de renom.

## Impact Social et Environnemental
Guidé par une passion pour l'innovation et la créativité, Tristan apporte un souffle nouveau à la mode tout en maintenant un engagement indéfectible envers la durabilité et les pratiques éthiques. En privilégiant les matériaux de qualité et les processus de fabrication responsables, la marque s'efforce de minimiser son impact environnemental et de contribuer à un avenir plus durable.
Tristan croit aussi en une chaîne d’approvisionnement transparente. C’est pourquoi elle choisit avec attention tous ses partenaires d’affaires pour non seulement suivre des normes de qualité élevée, mais aussi pour garantir le bien-être de ses travailleurs.